# Platyzosteria glabra
Platyzosteria glabra är en kackerlacksart som först beskrevs av Walker, F. 1868.  Platyzosteria glabra ingår i släktet Platyzosteria och familjen storkackerlackor. Inga underarter finns listade i Catalogue of Life.